# Susan Abulhawa
Susan Abulhawa   (Kuwait, 3 de juny de 1970) és una escriptora estatunidenca d'origen palestí. Ha viscut a diversos països com ara Kuwait, Jordània, i va viure a la part oriental de Jerusalem abans d'instal·lar-se als Estats Units. Va completar els estudis de Biomedicina a la Universitat de Carolina del Sud i va assolir una reeixida carrera.
Descontenta amb la cobertura mediàtica parcial sobre la complicada situació dels palestins, Abulhawa començà a escriure a la premsa columnes molt crítiques al respecte, per a diversos diaris nord-americans, com ara el New York Daily News, el Chicago Tribune, el Christian Science Monitor, o el Philadelphia Inquirer, entre d'altres.
És també la fundadora de Playgrounds for Palestine («Parcs per a Palestina»), una ONG que defensa el dret a jugar per als xiquets palestins que viuen sota l'ocupació i promou la construcció de parcs infantils a Palestina i en els camps de refugiats de les Nacions Unides al Líban.

## Obra literària
Mornings in Jenin (publicada originalment el 2006 com The Scar of David), la seua primera novel·la, fou un bestseller internacional traduït a més de vint-i-cinc idiomes. Narra el cas d'un xiquet palestí segrestat per un soldat israelià. L'infant creix i és educat amb una família jueva i, en arribar a l'edat adulta, ensopega amb una veritat difícil de pair. L'han seguida altres narracions i llibres de poesia i ha contribuït en dues antologiesː
- Mornings in Jenin, novel·la (Bloomsbury, 2010).
- The Blue Between Sky and Water, novel·la (Bloomsbury, 2015).
- Shattered Illusions, antologia (Amal Press, 2002)
- Searching Jenin, antologia (Cune Press, 2003).
- Seeking Palestine, antologia (2012)
- My Voice Sought The Wind, poesia (Just World Books, novembre 2013)[1]